# LexBurner
LexBurner（1992年11月22日—），又称蕾丝或Lex，本名周宇翔，江苏淮安人，哔哩哔哩弹幕网UP主，投稿领域为动漫吐槽和新番盘点、游戏实况等。2020年5月1日，与哔哩哔哩签约成为其签约主播。2021年2月8日，因在直播时发表有争议的言论被哔哩哔哩进行起诉並封禁其个人账号及直播间。2021年12月9日，嗶哩嗶哩彈幕網發佈關於仲裁結論公告，個人賬號及直播間解封。

## 成就
- 2018年百大up主
- 2019年百大up主
- BILIBILI POWER UP 2018 十周年成就奖获得者
- 2021 BIS亚军
- 2020年百大up主（被褫夺[4]）
- bilibili 2020年度杰出主播（被褫夺[4]）
- bilibili 2021年度巅峰主播

## 事件

### 《DARLING in the FRANXX》相关
2018年1月25日，LexBurner发表视频对《DARLING in the FRANXX》中涉嫌“性暗示”的内容做出了负面的评价。此举导致的大规模举报，被外界认为是导致2月3日该动画在爱奇艺等网站下架的原因。《DARLING in the FRANXX》于2018年2月13日在爱奇艺重新上架。

### 《无职转生》相关
2021年2月2-3日，LexBurner在bilibili直播时发表了与动画《无职转生～到了异世界就拿出真本事～》相關的有所争议的言论。2月4日，原作者不讲理不求人在Twitter上回应相关争议。当天，LexBurner在新浪微博表示抱歉，并表示要“好好审视自己”。2月5日，LexBurner在bilibili发布动态对其部分言论表示抱歉并表示“我嘴臭、膨胀，但是请大家不要曲解我的意思”、“没有影射与攻击任何人”。
2021年2月7日，无职转生突然被在B站下架，B站旋即于於2月8日晚间宣布，因其在直播中多次发布争议言论，涉及引战、攻击他人，对用户和其他UP主不尊重，违反社区相关规则，将对签约主播LexBurner违反合约的行为起诉、追究法律责任；得出司法结论前封禁LexBurner的账号及直播间；撤销其“bilibili 2020百大UP主”、“bilibili 2020年度杰出主播”荣誉；取消其参与“创作激励计划”及其他社区激励活动的资格。
2021年12月9日，哔哩哔哩发布关于违约UP主LexBurner法律仲裁结论的公告，称Lex担负违约责任，分期赔偿哔哩哔哩人民币2000万元。另外Lex称希望委托哔哩哔哩向动画学院捐赠人民币200万元。与此同时，LexBurner获得解封，Lex表示接受裁决，履行责任。

### 婚姻关系
2022年12月19日晚间，疑似因LexBurner和前妻婚姻存续期间关系不佳，前妻可能因不服最后离婚的结果，故开直播控诉，导致LexBurner在bilibili直播的时候情绪失控大哭。
- 女方已承认男方并无婚内出轨，男方已向遭牵连榜二道歉，榜二已阅。
- 女方已偿还男方当年所支付开宠物店费用。
- 离婚时女方并不需且没有承担男方债务，且女方妈妈提出离婚赔偿三千万人民币，男方目前已还两千五百万。

### 类似事件
- 肖战事件
- 敖厂长事件
- 刘睿哲事件